# 福谷貞夫
福谷 貞夫（ふくたに さだお、1973年3月18日 - ）は、日本海テレビ報道制作局報道制作部次長（アナウンサー）、アナウンサー、防災士。

## 来歴・人物
鳥取県岩美郡国府町（現在の鳥取市国府町）出身。日本体育大学体育学部卒業後、1997年に山口放送（KRY）に入社する（同期に中谷隆宏）。
山口放送在職中は情報バラエティー番組やスポーツ実況を中心に活動。当時からのニックネームである熱血男は、日本テレビの藤井貴彦（当時）が生放送中に名付けたと言う。また、ズームイン!!SUPERでの活動などにより日本テレビから個人特別表彰を何度か受賞しており、主なところでは、2004年に年間で最も優れたリポートに贈られるベストリポーター賞を受賞。2009年にはNNSアナウンス大賞にて特別賞(西日本ブロック)受賞。さらに、日本テレビ系列で最も顕著な活躍をしたアナウンサーに贈られる日テレバリュアブルパートナー賞を受賞。
2008年11月には下関市で開催された第1回下関海響マラソンに参加、42.195キロのフルマラソンを完走している。
野球は阪神ファンである。
2011年7月末で山口放送を退社し、拠点を東京に移し、フットメディア所属のフリーアナウンサーとなり、スポーツ実況などを担当し、その後帰郷。2012年3月から日本海テレビにアナウンサーとして入社。日本海テレビ入社後は、スポーツ実況の他、主にニュースキャスターとして活動している。

## 担当番組
現在
- One　月曜 - 水曜ニュースキャスター（2024年7月1日 - ）、木曜→火曜「駅から1万歩の旅」（2024年7月18日 - ）、火曜「Oneトレ」
- Jリーグ中継・ガイナーレ鳥取戦　実況・リポート
- 定時ニュース（下記番組のローカル枠。）
  - NNNストレイトニュース（ローカルニュース。土曜のみ直後の天気予報を兼務）[注 1]
  - news every.サタデー（ローカルニュース・天気予報）[注 2]
  - 真相報道 バンキシャ!（ローカルニュース）[注 3]

### 過去の担当番組
山口放送時代（テレビ）
- ズームイン!!SUPER（山口担当キャスター）
- 熱血テレビ（リポーター・MC）
- 中四国レインボーネット - 山口放送幹事社の際のメインキャスター担当。
- 防府読売マラソン（中継車担当）
- 田島直人記念陸上競技大会（トラック・総合実況担当）
- 全国高等学校サッカー選手権大会山口大会（ベンチリポート担当）
- 全日本少年サッカー大会山口大会（メイン実況）
- KRYニュース

山口放送時代（ラジオ）
- 福谷貞夫のKOIKAN（1999年4月～2002年3月）
- 福谷貞夫のVOICE（2002年4月～2006年3月）
- お昼はZENKAI ラヂオな時間（2003年4月～2011年7月 水・木曜→金曜→水曜）
- ラジKING（2006年09月30日～2011年07月30日）
- 全国高等学校野球選手権山口大会実況中継毎年決勝戦を担当。
- 中国山口駅伝移動中継車
- KRYニュース

フリー時代
- Foot!(J SPORTS) - MONDAY、TUESDAYナレーション
- ヨーロッパ主要リーグ　ブンデスリーガ実況
- ドイツ・ブンデスリーガ実況（ニコニコ動画）

日本海テレビ時代
- 週刊ガイナーレ　ナビゲーター
- ニュースevery日本海　月曜 - 金曜メインキャスター（2012年7月2日 - 2022年7月1日）→月曜 - 水曜メインキャスター（2022年7月4日 - 2024年6月26日）[5][6][7][8]
- おびわんっ!（2023年4月 - 2024年3月）　月曜・火曜アシスタント
- 定時ニュース（下記番組のローカル枠。）
  - おびわんっ!（ローカルニュース、2024年3月29日の「最終回 大集合！大騒ぎ1時間スペシャル」のみ）
- ゆーきのゴーイブFRIDAY!（エフエム山陰[注 4]、2023年6月30日）[9][10]
- いろ★ドリ（NHK総合・鳥取、2024年3月4日）　「NHK鳥取×日本海テレビお宝映像対決！」[注 5]